# Supercopa Gibraltareña 2015
La Supercopa Gibralteña 2015 también conocida como Pepe Reyes Supercup. Fue la 15.ª edición de dicho torneo, y la disputaron los conjuntos de Lincoln FC, campeón de la Premier League Gibraltareña 2014/15 y Europa FC, Subcampeón de la Premier League Gibraltareña 2014/15; esto debido a que Lincoln FC ganó la Rock Cup.
El Lincoln FC se coronó campeón tras imponerse en la final por 3 a 2 al Europa FC. y de esta manera obtuvo su décima Supercopa Gibralteña y la segunda de manera consecutiva.

## Partido
| Lincoln FC |  | Campeón de la Gibraltar Football League (2014/15)    |
| Europa FC  |  | Subcampeón de la Gibraltar Football League (2014/15) |

### Final
| 1     | Guardameta     | Raúl Navas         |     |
| 5     | Defensa        | Ryan Casciaro      |     |
| 20    | Defensa        | Blasco             |     |
| 14    | Defensa        | Roy Chipolina      |     |
| 2     | Defensa        | Jean-Carlos García | 68' |
| 8     | Centrocampista | Anthony Bardon     | 75' |
| 88    | Centrocampista | Liam Walker        |     |
| 82    | Centrocampista | Nico Chietino      |     |
| 7     | Centrocampista | Lee Casciaro       |     |
| 3     | Delantero      | Joseph Chipolina   |     |
| 11    | Delantero      | George Cabrera     | 61' |
| D. T. | D. T.          | Raúl Procopio      |     |

| 1     | Guardameta     | Arévalo                 |     |
| 4     | Defensa        | Pérez                   |     |
| 2     | Defensa        | Aguayo                  | 69' |
| 22    | Defensa        | Diaz                    |     |
| 11    | Defensa        | Luque                   |     |
| 24    | Centrocampista | Alarcon                 | 76' |
| 10    | Centrocampista | Javier Rodríguez Moreno |     |
| 6     | Centrocampista | Tornay                  |     |
| 21    | Centrocampista | Rodríguez               | 45' |
| 15    | Centrocampista | Ramos                   |     |
| 9     | Delantero      | Mendez                  |     |
| D. T. | D. T.          | Dimas Carrasco          |     |

| 10 | Centrocampista | Kyle Casciaro    | 61' |
| 15 | Defensa        | Daniel Cifuentes | 68' |
| 9  | Centrocampista | Abayian          | 75' |

| 19 | Delantero      | Barranco | 45' |
| 14 | Defensa        | Toscano  | 69' |
| 7  | Centrocampista | Rueda    | 76' |

| 30' · 51' · 110' | Joseph Chipolina Lee Casciaro | 1-0 2-1 3-2 |

| · 49' · 85' | Barranco Mendez | 1-1 2-2 |

| Amonestado · Amonestado · Amonestado | Joseph Chipolina Cabrera Jean-Carlos García |

| Amonestado · Amonestado · Amonestado · Amonestado · Amonestado | Javier Rodríguez Moreno Tornay Rodríguez Ramos Toscano |

| 1     | Guardameta     | Raúl Navas         |     |
| 5     | Defensa        | Ryan Casciaro      |     |
| 20    | Defensa        | Blasco             |     |
| 14    | Defensa        | Roy Chipolina      |     |
| 2     | Defensa        | Jean-Carlos García | 68' |
| 8     | Centrocampista | Anthony Bardon     | 75' |
| 88    | Centrocampista | Liam Walker        |     |
| 82    | Centrocampista | Nico Chietino      |     |
| 7     | Centrocampista | Lee Casciaro       |     |
| 3     | Delantero      | Joseph Chipolina   |     |
| 11    | Delantero      | George Cabrera     | 61' |
| D. T. | D. T.          | Raúl Procopio      |     |

| 1     | Guardameta     | Arévalo                 |     |
| 4     | Defensa        | Pérez                   |     |
| 2     | Defensa        | Aguayo                  | 69' |
| 22    | Defensa        | Diaz                    |     |
| 11    | Defensa        | Luque                   |     |
| 24    | Centrocampista | Alarcon                 | 76' |
| 10    | Centrocampista | Javier Rodríguez Moreno |     |
| 6     | Centrocampista | Tornay                  |     |
| 21    | Centrocampista | Rodríguez               | 45' |
| 15    | Centrocampista | Ramos                   |     |
| 9     | Delantero      | Mendez                  |     |
| D. T. | D. T.          | Dimas Carrasco          |     |

| 10 | Centrocampista | Kyle Casciaro    | 61' |
| 15 | Defensa        | Daniel Cifuentes | 68' |
| 9  | Centrocampista | Abayian          | 75' |

| 19 | Delantero      | Barranco | 45' |
| 14 | Defensa        | Toscano  | 69' |
| 7  | Centrocampista | Rueda    | 76' |

| 30' · 51' · 110' | Joseph Chipolina Lee Casciaro | 1-0 2-1 3-2 |

| · 49' · 85' | Barranco Mendez | 1-1 2-2 |

| Amonestado · Amonestado · Amonestado | Joseph Chipolina Cabrera Jean-Carlos García |

| Amonestado · Amonestado · Amonestado · Amonestado · Amonestado | Javier Rodríguez Moreno Tornay Rodríguez Ramos Toscano |

| 1     | Guardameta     | Raúl Navas         |     |
| 5     | Defensa        | Ryan Casciaro      |     |
| 20    | Defensa        | Blasco             |     |
| 14    | Defensa        | Roy Chipolina      |     |
| 2     | Defensa        | Jean-Carlos García | 68' |
| 8     | Centrocampista | Anthony Bardon     | 75' |
| 88    | Centrocampista | Liam Walker        |     |
| 82    | Centrocampista | Nico Chietino      |     |
| 7     | Centrocampista | Lee Casciaro       |     |
| 3     | Delantero      | Joseph Chipolina   |     |
| 11    | Delantero      | George Cabrera     | 61' |
| D. T. | D. T.          | Raúl Procopio      |     |

| 1     | Guardameta     | Arévalo                 |     |
| 4     | Defensa        | Pérez                   |     |
| 2     | Defensa        | Aguayo                  | 69' |
| 22    | Defensa        | Diaz                    |     |
| 11    | Defensa        | Luque                   |     |
| 24    | Centrocampista | Alarcon                 | 76' |
| 10    | Centrocampista | Javier Rodríguez Moreno |     |
| 6     | Centrocampista | Tornay                  |     |
| 21    | Centrocampista | Rodríguez               | 45' |
| 15    | Centrocampista | Ramos                   |     |
| 9     | Delantero      | Mendez                  |     |
| D. T. | D. T.          | Dimas Carrasco          |     |

| 10 | Centrocampista | Kyle Casciaro    | 61' |
| 15 | Defensa        | Daniel Cifuentes | 68' |
| 9  | Centrocampista | Abayian          | 75' |

| 19 | Delantero      | Barranco | 45' |
| 14 | Defensa        | Toscano  | 69' |
| 7  | Centrocampista | Rueda    | 76' |

| 30' · 51' · 110' | Joseph Chipolina Lee Casciaro | 1-0 2-1 3-2 |

| · 49' · 85' | Barranco Mendez | 1-1 2-2 |

| Amonestado · Amonestado · Amonestado | Joseph Chipolina Cabrera Jean-Carlos García |

| Amonestado · Amonestado · Amonestado · Amonestado · Amonestado | Javier Rodríguez Moreno Tornay Rodríguez Ramos Toscano |

| 1     | Guardameta     | Raúl Navas         |     |
| 5     | Defensa        | Ryan Casciaro      |     |
| 20    | Defensa        | Blasco             |     |
| 14    | Defensa        | Roy Chipolina      |     |
| 2     | Defensa        | Jean-Carlos García | 68' |
| 8     | Centrocampista | Anthony Bardon     | 75' |
| 88    | Centrocampista | Liam Walker        |     |
| 82    | Centrocampista | Nico Chietino      |     |
| 7     | Centrocampista | Lee Casciaro       |     |
| 3     | Delantero      | Joseph Chipolina   |     |
| 11    | Delantero      | George Cabrera     | 61' |
| D. T. | D. T.          | Raúl Procopio      |     |

| 1     | Guardameta     | Arévalo                 |     |
| 4     | Defensa        | Pérez                   |     |
| 2     | Defensa        | Aguayo                  | 69' |
| 22    | Defensa        | Diaz                    |     |
| 11    | Defensa        | Luque                   |     |
| 24    | Centrocampista | Alarcon                 | 76' |
| 10    | Centrocampista | Javier Rodríguez Moreno |     |
| 6     | Centrocampista | Tornay                  |     |
| 21    | Centrocampista | Rodríguez               | 45' |
| 15    | Centrocampista | Ramos                   |     |
| 9     | Delantero      | Mendez                  |     |
| D. T. | D. T.          | Dimas Carrasco          |     |

| 10 | Centrocampista | Kyle Casciaro    | 61' |
| 15 | Defensa        | Daniel Cifuentes | 68' |
| 9  | Centrocampista | Abayian          | 75' |

| 19 | Delantero      | Barranco | 45' |
| 14 | Defensa        | Toscano  | 69' |
| 7  | Centrocampista | Rueda    | 76' |

| 30' · 51' · 110' | Joseph Chipolina Lee Casciaro | 1-0 2-1 3-2 |

| · 49' · 85' | Barranco Mendez | 1-1 2-2 |

| Amonestado · Amonestado · Amonestado | Joseph Chipolina Cabrera Jean-Carlos García |

| Amonestado · Amonestado · Amonestado · Amonestado · Amonestado | Javier Rodríguez Moreno Tornay Rodríguez Ramos Toscano |

|                                         |
| Bandera de Gibraltar                    |
| Campeón Lincoln Red Imps FC 10.º título |